# 蘭德市 (委內瑞拉)

蘭德市（西班牙語：Municipio Lander），是委內瑞拉的一個市，位於該國北部米蘭達州，首府設於圖伊河畔奧庫馬雷，面積478平方公里，主要經濟活動是農業，2007年人口135,739，人口密度每平方公里228人。